# Osterspai
Osterspai település Németországban, Rajna-vidék-Pfalz tartományban. Lakosainak száma 1263 fő (2023. december 31.). Osterspai Boppard és Filsen községekkel határos.

## Fekvése
Waldeschtől délkeletre, a Rajna nagy kanyarulatában fekvő település.

## Leírása
A településen szép favázas házak láthatók. A község fölött látható a Liebeneck-kastély, ez azonban sajnos nem látogatható.

## Galéria

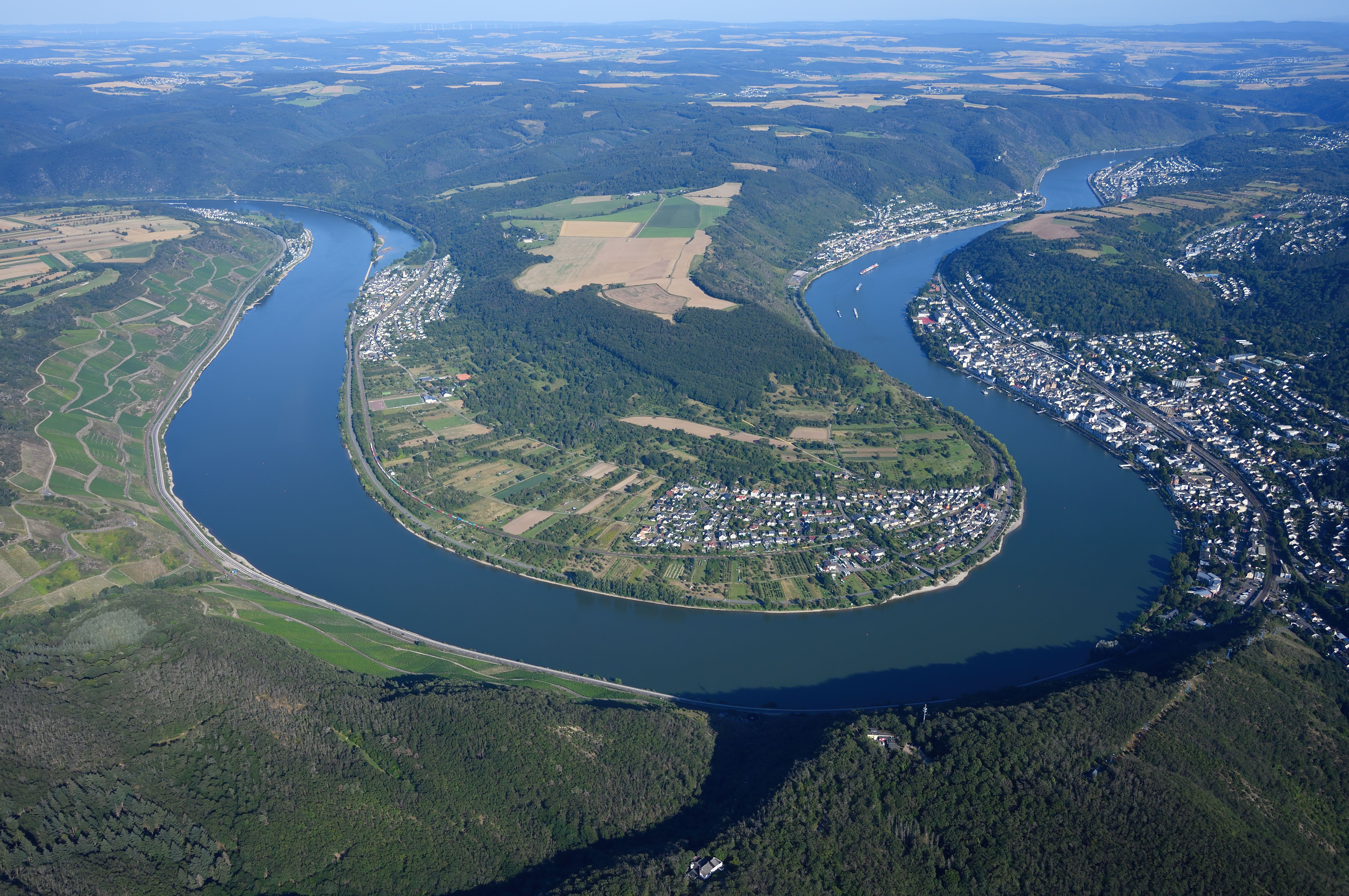
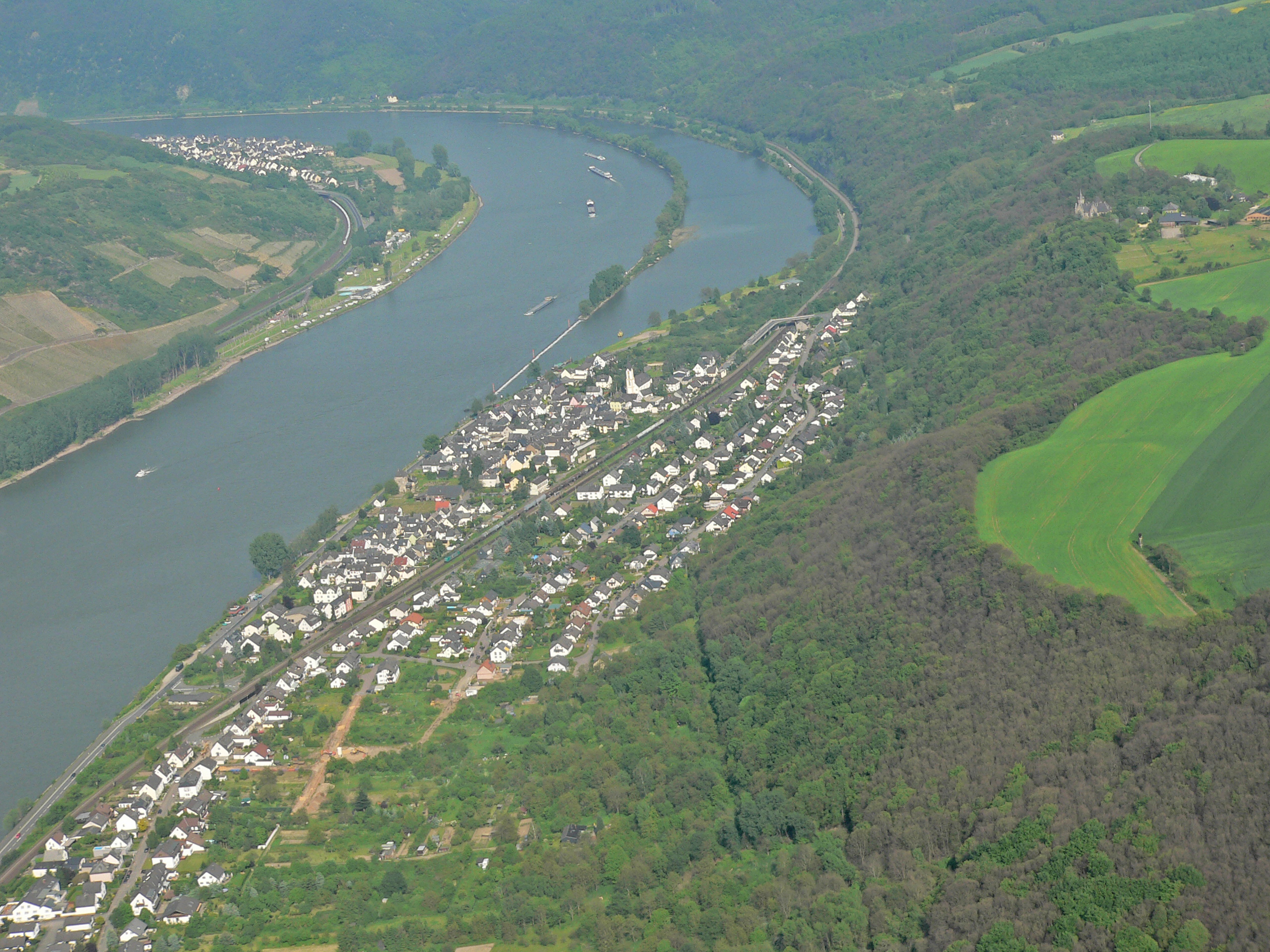
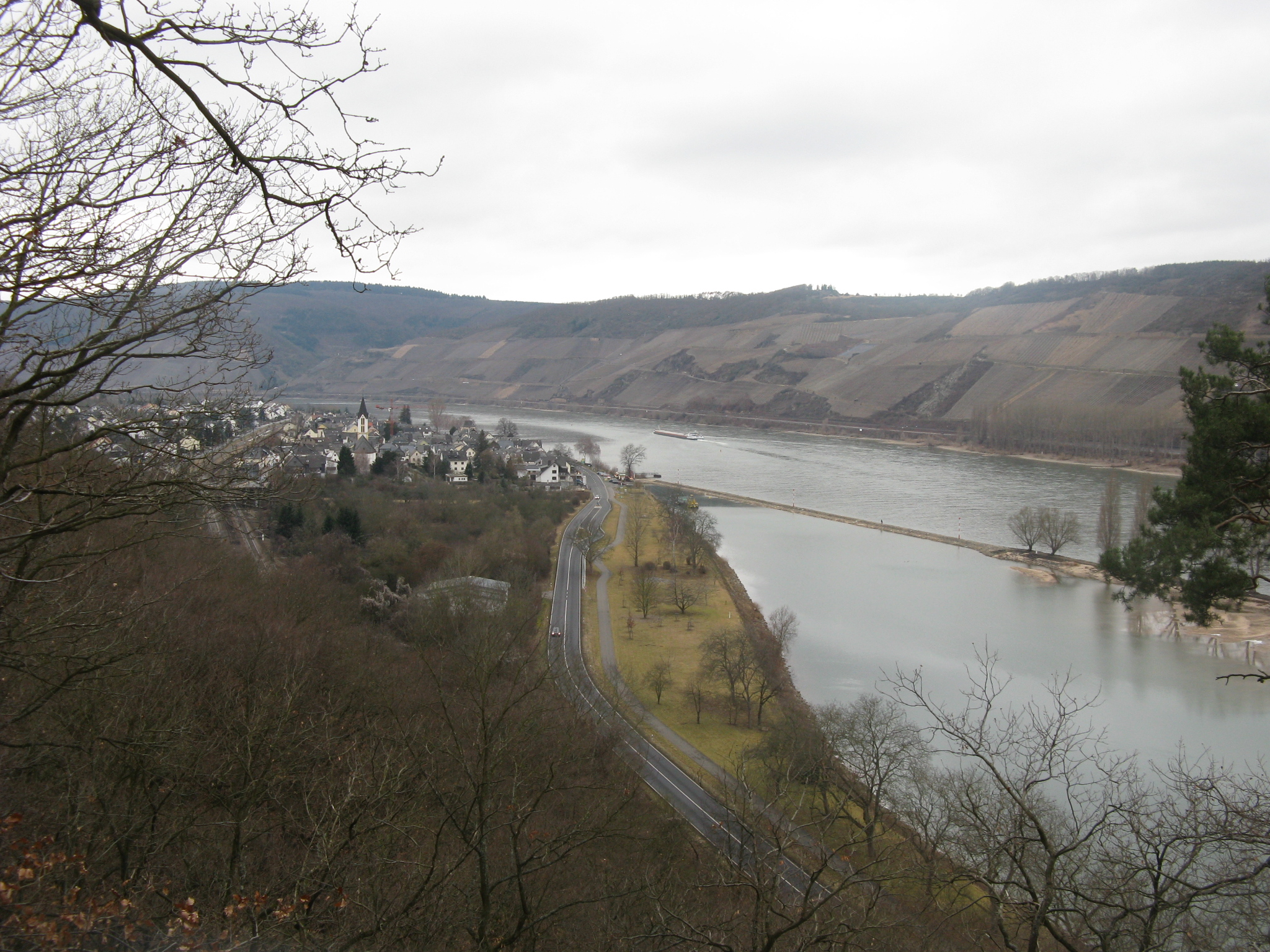
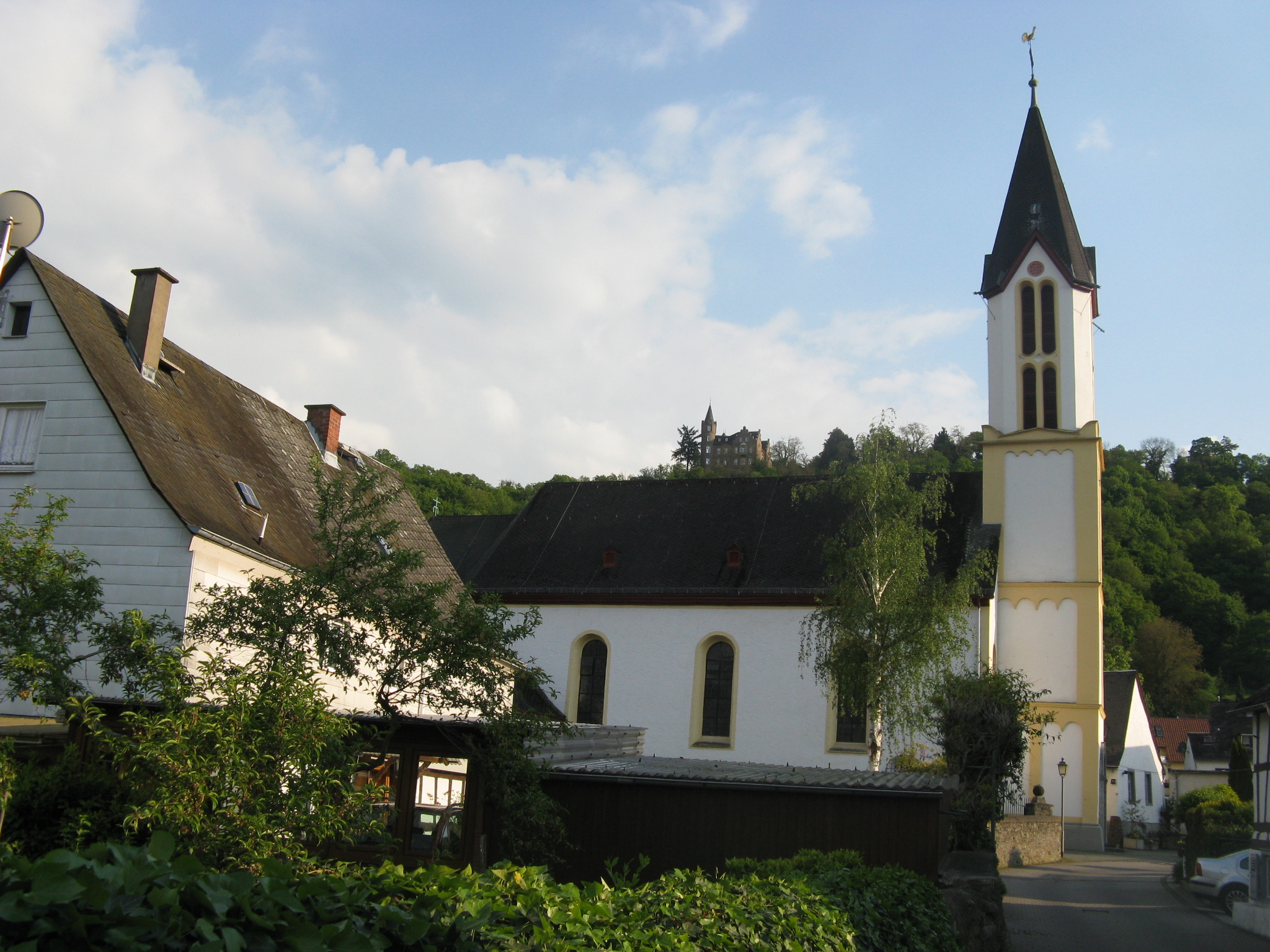
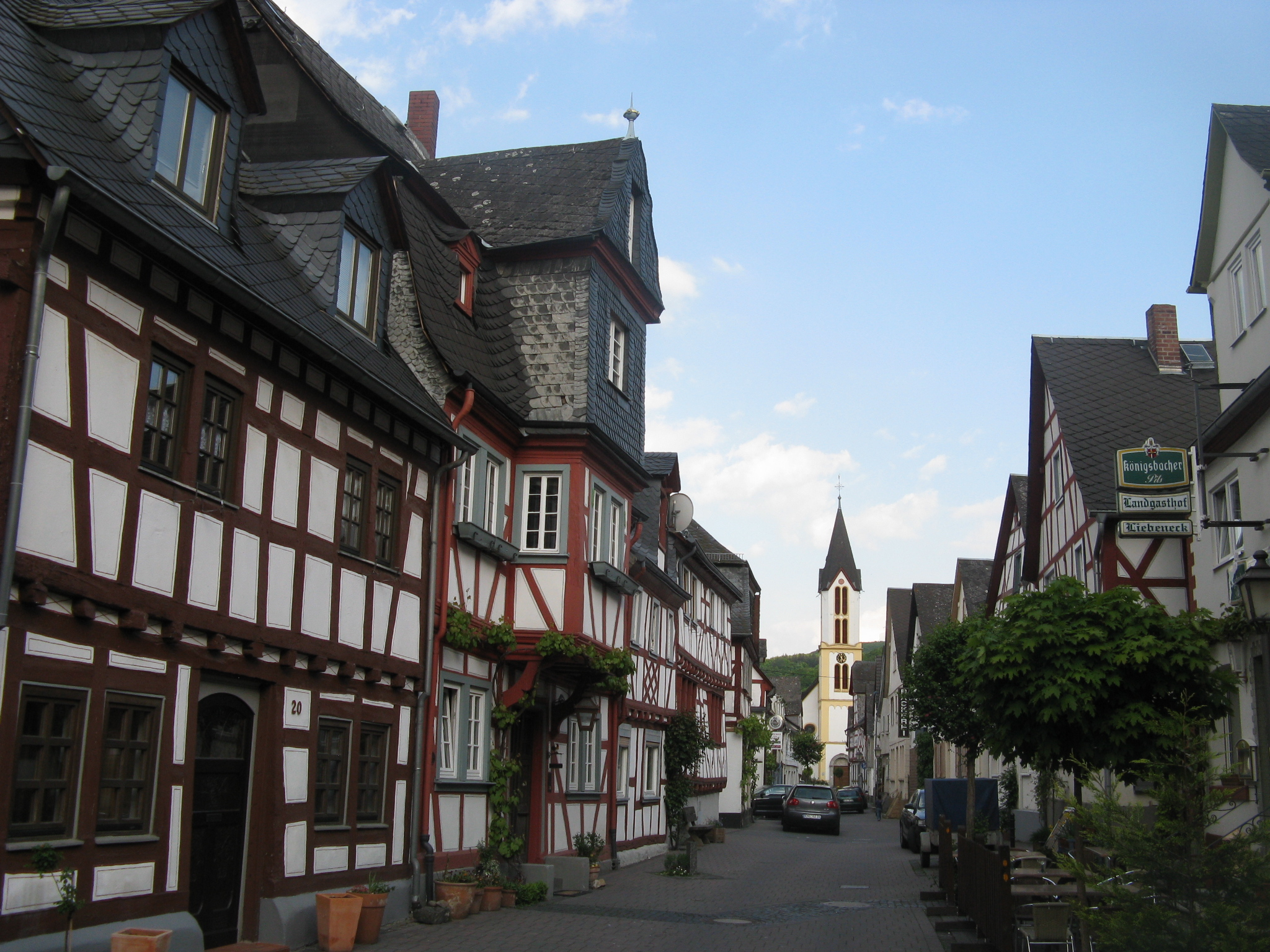
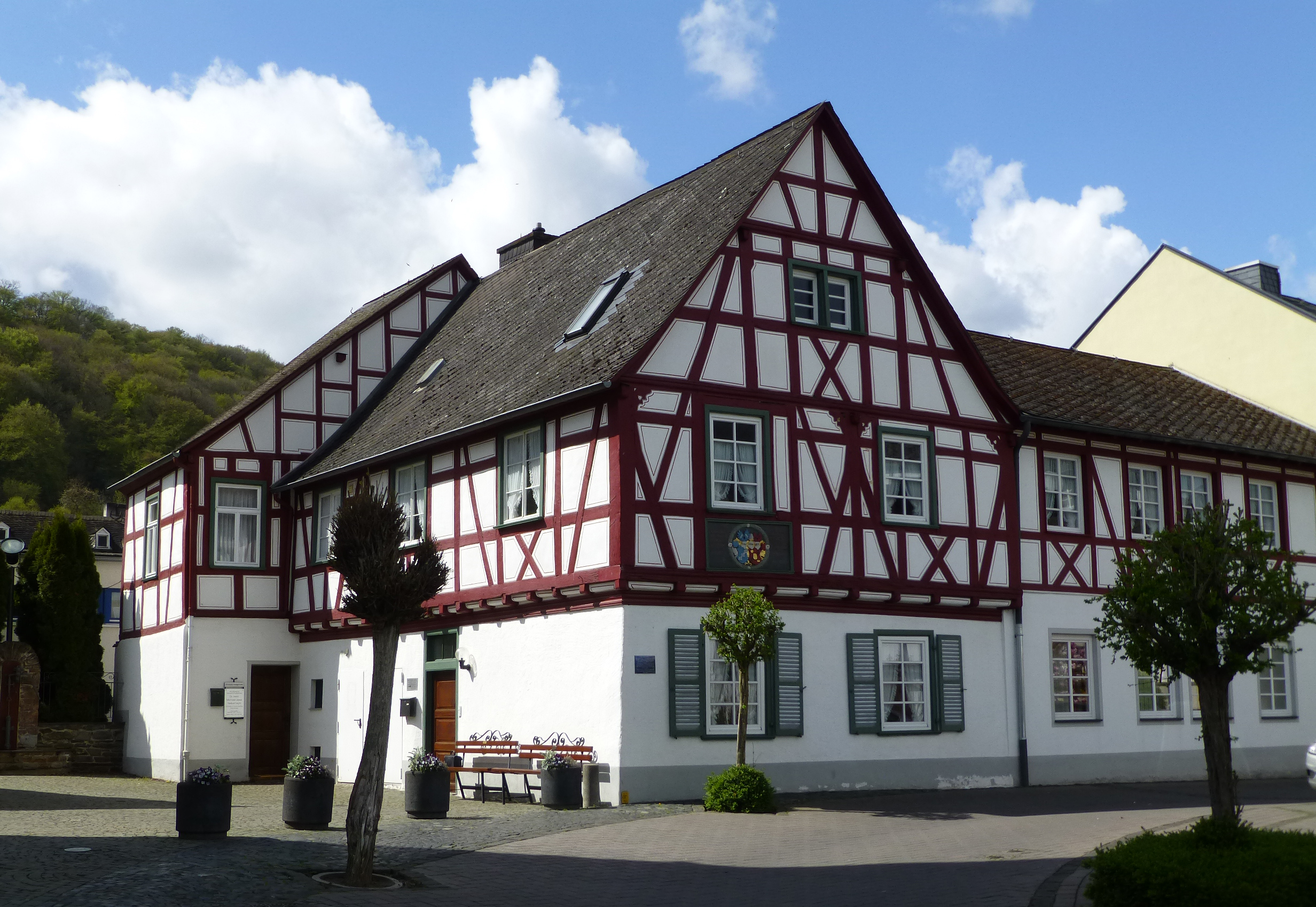
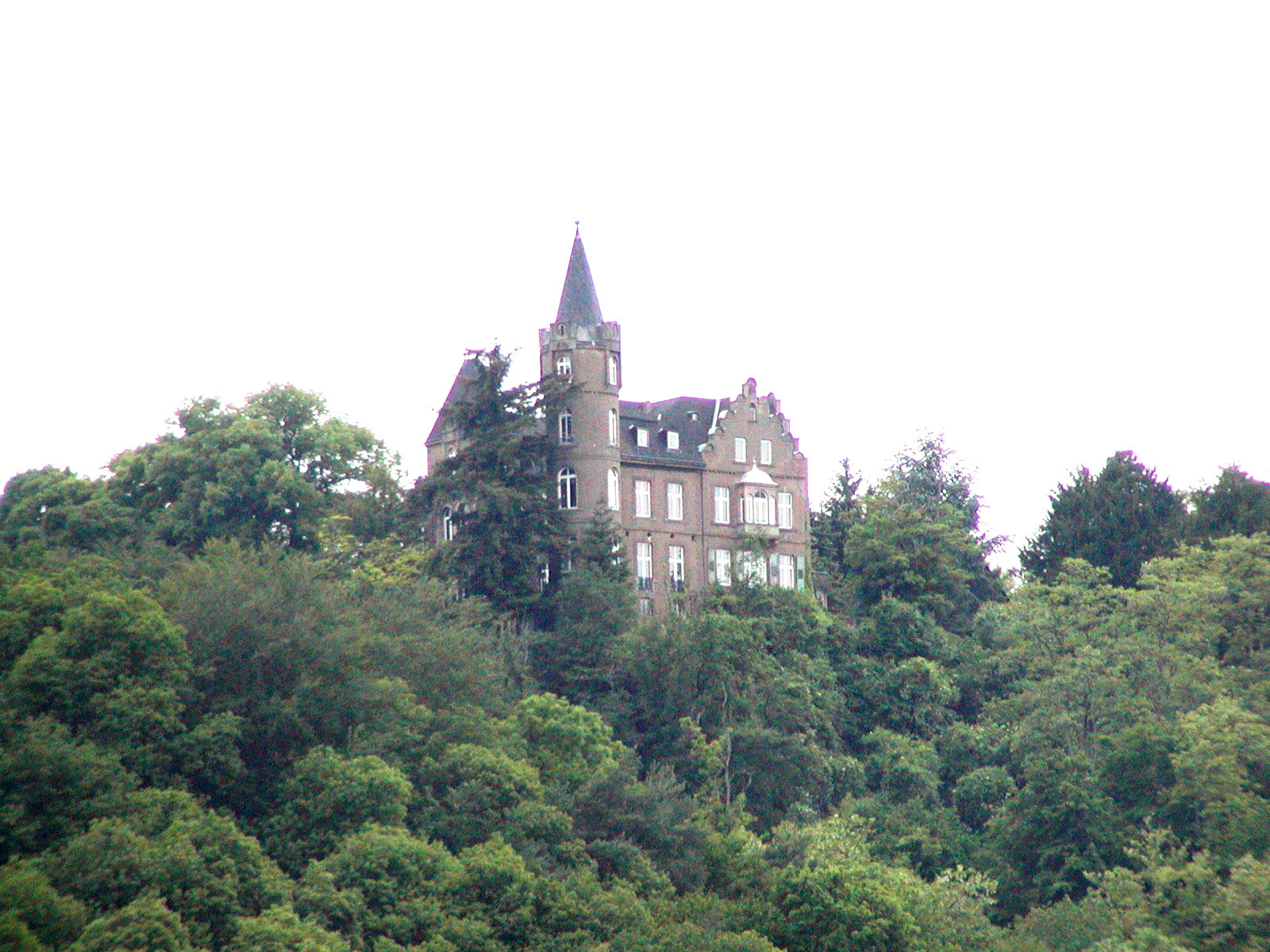
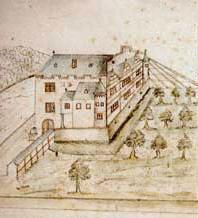
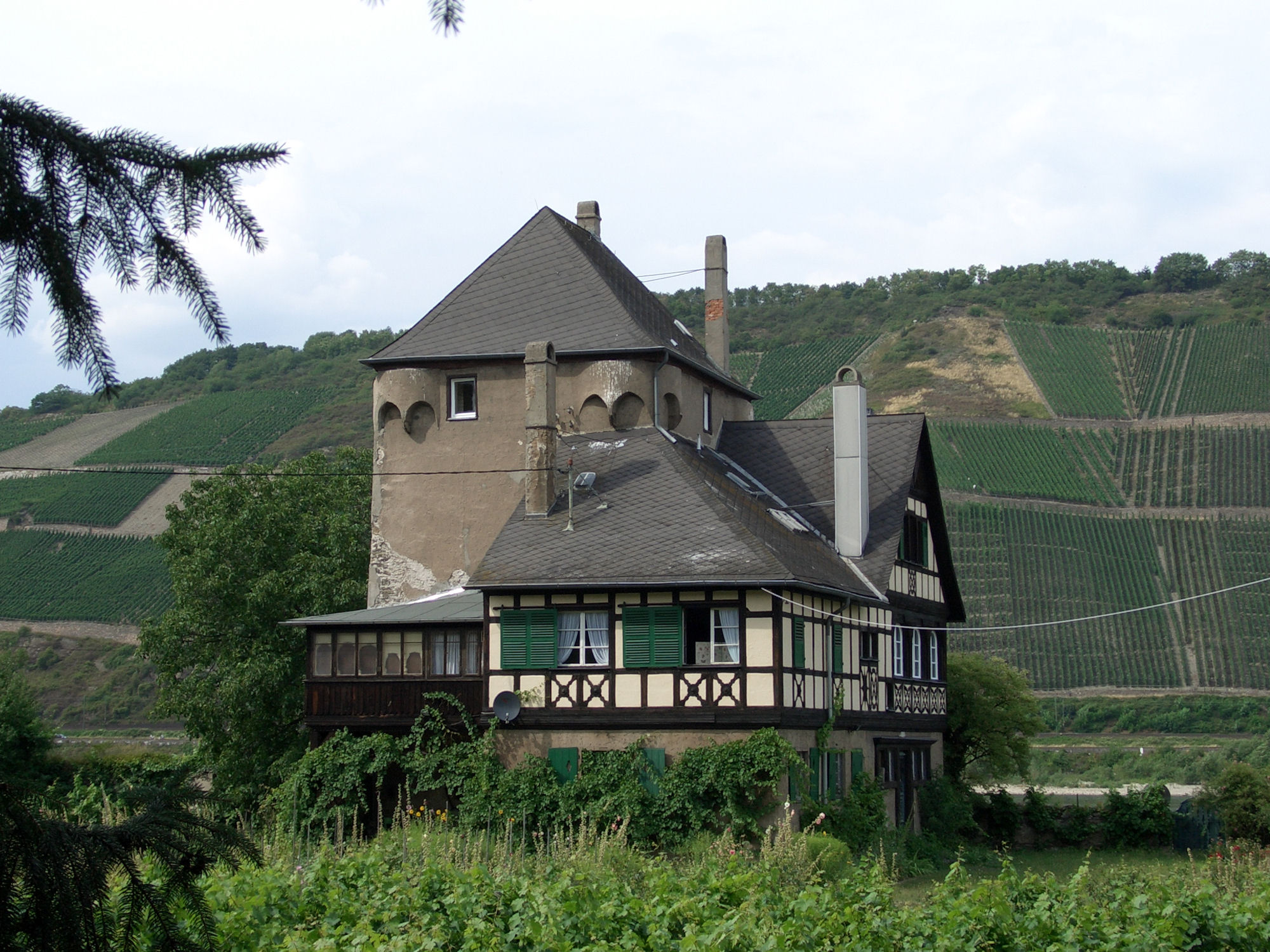